# Хранитель драконів
«Хранитель драконів» (англ. Dragon Keeper) — роман Маргарет Ліндгольм, перший в серії «Хроніки Дощових Нетрів» (англ. The Rain Wild Chronicles). Написаний у формі розповіді від третьої особи з точки зору кількох ключових персонажів. Роман був опублікований 25 червня 2009 року у видавництві HarperVoyager. Дія відбувається у всесвіті Елдерлінгів після подій «Саги про живі кораблі» (трилогії «Чарівний корабель», «Божевільний корабель» і «Корабель Долі»).

## Сюжет
Морські змії знаходяться на завершальній стадії їх перетворення в стан кокона, за яким слідує перетворення в дракона. Метаморфоза починається, і дія переміщається до капітана баржі «Тарман» Лефтріна. На березі він знаходить диводерево (матеріал, з якого виготовляються володіючі інтелектом кораблі в «Сазі про живі кораблі»), змиті з пляжу, де дракони формували свої кокони. Дракон всередині мертвий, тому Лефтрін спочатку планує продаж диводерева, але потім вирішує використовувати його на «Тармані».
Наступним оповідачем є Тімара, одинадцятирічна дівчинка з Дощових хащ. Внаслідок впливу місцевої магії, вона народилася з кігтями замість нігтів. Замість того, щоб залишити дівчинку на смерть, як велить звичай, батько врятував її, посварившись з матір'ю. Цим він накликав ганьбу на всю сім'ю. Тімара веде самотнє життя, визнана лише найближчими людьми. Вона дивиться за появою драконів з коконів і заважає одному з них з'їсти її батька.
Дочка торговця з міста Вдалий, Еліс укладає шлюб з Гестом Фінбоком. Гест обіцяє, що дозволить Еліс займатися дослідженням драконів і Елдерлінгів, а вона, в свою чергу, позбавить його від наполегливих прохань батька про одруження і продовження роду. Незабаром після весілля Еліс виявляє, що байдужа Гесте, і той лише намагається привести на світ сина.

## Персонажі
- Еліс Кінкаррон Фінбок (англ. Alise Kincarron Finbok)
- Тімара ( Thymara )
- Сінтаро ( Sintara ) — дракон
- Капітан Лефтрін ( Captain Leftrin )
- Седрік ( Sedric ) — секретар Геста
- Татсу ( Tats ) — хранитель дракона Фенті
- Сільві ( Sylve ) — хранитель дракона Меркор
- Репскал ( Rapskal ) — хранитель дракона Гібі
- Грефт ( Greft ) — хранитель дракона Кало, неофіційний лідер зберігачів
- Джерд ( Jerd ) — хранителька дракона Верас